# Sol Silvina

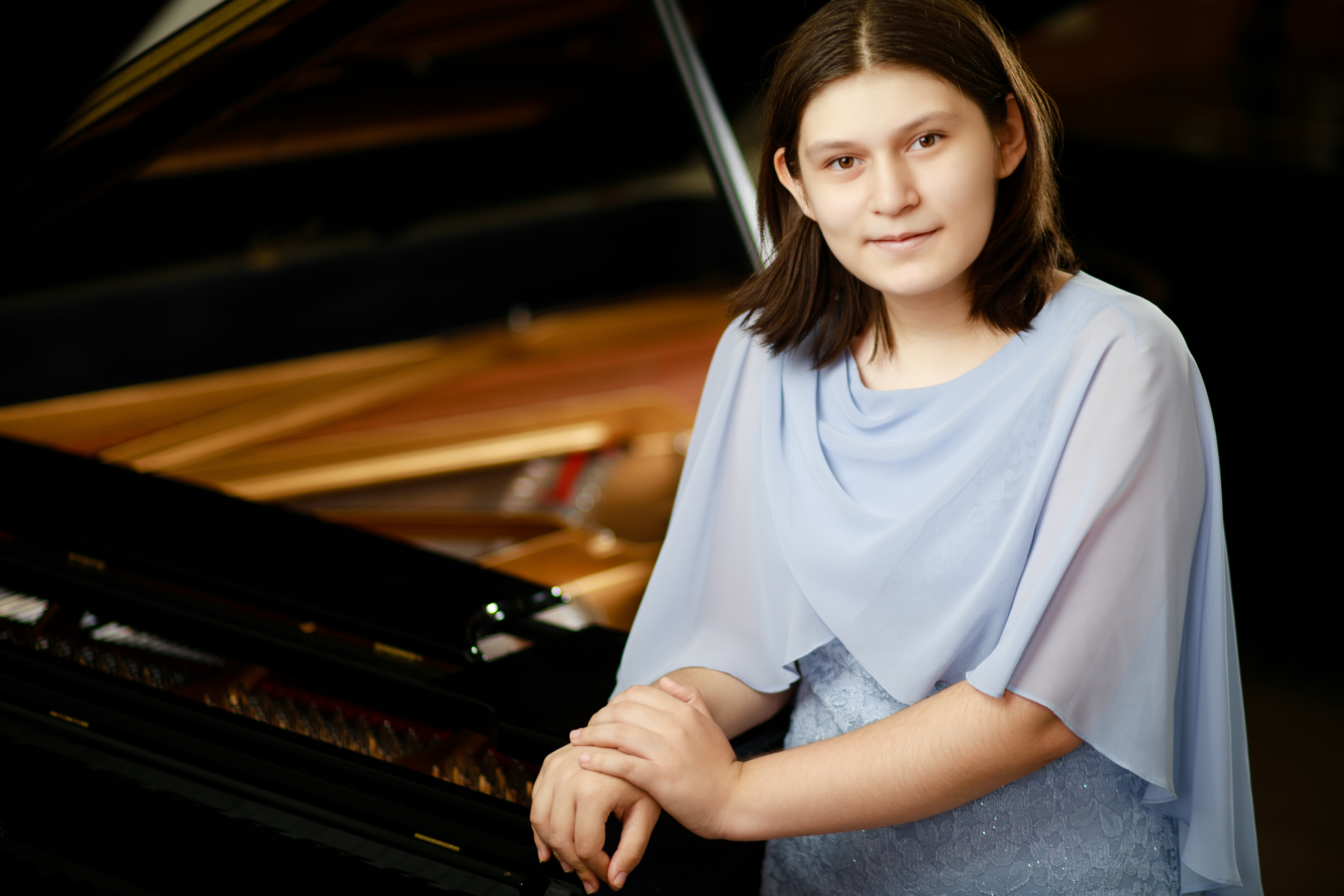
Sol Silvina Agramont

Sol Silvina Agramont (Hermosillo, Sonora, 2005) es una pianista y compositora Mexicana que inició su carrera como solista en la Orquesta Sinfónica del Estado de Puebla. Desde 2021 estudia el doctorado en Composición de Cine en el Conservatorio Ecole Normale de Musique de París, Francia.

## Trayectoria
Comenzó sus estudios de piano en el 2015 en Hermosillo, con el maestro David Vega Araux . Tres años después, en el 2018, participó en la competencia de piano clásico X Bienal Internacional de Piano, Música Clásica Formal en Mexicali, Baja California, en la que ganó el tercer lugar.
Fue seleccionada para representar a México en el 14e Concours International de Piano de Lagny-sur-Marne Archivado el 9 de julio de 2021 en Wayback Machine. En Francia, competencia que fue cancelada en el 2021, debido a la contingencia de la pandemia de Covid-19. 
En octubre de 2020, debutó como pianista con la Orquesta Sinfónica del Estado de Puebla, interpretando el Concierto de piano en re major de Haydn. El 24 de junio de 2021, se estrenó la suite titulada My world, de su autoría, por esta misma orquesta, bajo la dirección del maestro Ludwing Carrasco. Esta suite también fue interpretada por la Orquesta Sinfónica Nacional de Bulgaria.
En 2021 participó en el Screen Composer Academy 2021 Intensive Summer Program en Grecia, un programa educativo especializado en composición de música para cine, televisión y videojuegos. También, compuso la pieza orquestal To strive and triumph, inspirada en la serie de televisión Trollhunters del director mexicano Guillermo del Toro. 
Desde 2021, cursa el doctorado en Composición de Cine y Orquestación en el conservatorio Ecole Normale de Musique de París, donde también estudió la maestría. Combina sus estudios con la composición de música. Cuenta con 42 obras registradas como compositora.